# Grande-Rivière (Jura)
Pour les articles homonymes, voir Grande Rivière.
Grande-Rivière est une ancienne commune française située dans le département du Jura, en région Bourgogne-Franche-Comté. Le 1er janvier 2019, elle devient une commune déléguée de Grande-Rivière Château.

## Géographie
Sur le territoire de la commune se trouve le lac de l'Abbaye, sur la rive duquel se trouvait l'abbaye du Grandvaux fondée au XIIe siècle et transformée plus tard en prieuré dépendant du monastère de Saint-Claude.

## Histoire
Au cours de la Révolution française, la commune porta provisoirement le nom de L'Isle.

En 1973, la commune, peuplée, au recensement de 1968, de 325 habitants, a absorbé celle voisine de Rivière-Devant elle-même peuplée, au recensement de 1968, de 120 habitants ; cette dernière avait porté provisoirement, au cours de la Révolution française, le nom d'Isle-Libre.
La commune est créée au 1er janvier 2019, la commune fusionne avec Château-des-Prés pour former la commune nouvelle de Grande-Rivière Château actée par un arrêté préfectoral du 13 décembre 2018.

## Politique et administration
| Période   | Période   | Identité             | Étiquette | Qualité     |
| --------- | --------- | -------------------- | --------- | ----------- |
| mars 2001 | mars 2008 | Jean-Pierre Monnier  |           |             |
| mars 2008 | En cours  | Jean-Jacques Charton | DVD       | Agriculteur |

## Démographie
L'évolution du nombre d'habitants est connue à travers les recensements de la population effectués dans la commune depuis 1793. Pour les communes de moins de 10 000 habitants, une enquête de recensement portant sur toute la population est réalisée tous les cinq ans, les populations de référence des années intermédiaires étant quant à elles estimées par interpolation ou extrapolation. Pour la commune, le premier recensement exhaustif entrant dans le cadre du nouveau dispositif a été réalisé en 2008.

En 2016, la commune comptait 425 habitants, en évolution de +0,95 % par rapport à 2010 (Jura : −0,81 %, France hors Mayotte : +2,11 %).
| 1793  | 1800  | 1806  | 1821  | 1831  | 1836 | 1841 | 1846 | 1851 |
| ----- | ----- | ----- | ----- | ----- | ---- | ---- | ---- | ---- |
| 1 140 | 1 075 | 1 129 | 1 064 | 1 005 | 943  | 821  | 785  | 722  |

| 1856 | 1861 | 1866 | 1872 | 1876 | 1881 | 1886 | 1891 | 1896 |
| ---- | ---- | ---- | ---- | ---- | ---- | ---- | ---- | ---- |
| 660  | 642  | 649  | 604  | 585  | 529  | 470  | 424  | 445  |

| 1901 | 1906 | 1911 | 1921 | 1926 | 1931 | 1936 | 1946 | 1954 |
| ---- | ---- | ---- | ---- | ---- | ---- | ---- | ---- | ---- |
| 435  | 436  | 389  | 375  | 390  | 352  | 357  | 320  | 356  |

| 1962 | 1968 | 1975 | 1982 | 1990 | 1999 | 2006 | 2008 | 2013 |
| ---- | ---- | ---- | ---- | ---- | ---- | ---- | ---- | ---- |
| 318  | 325  | 389  | 377  | 396  | 432  | 417  | 411  | 434  |

| 2016 | - | - | - | - | - | - | - | - |
| ---- | - | - | - | - | - | - | - | - |
| 425  | - | - | - | - | - | - | - | - |

## Lieux et monuments
- Lac de l'Abbaye.
- Orgue de Grande-Rivière[9].

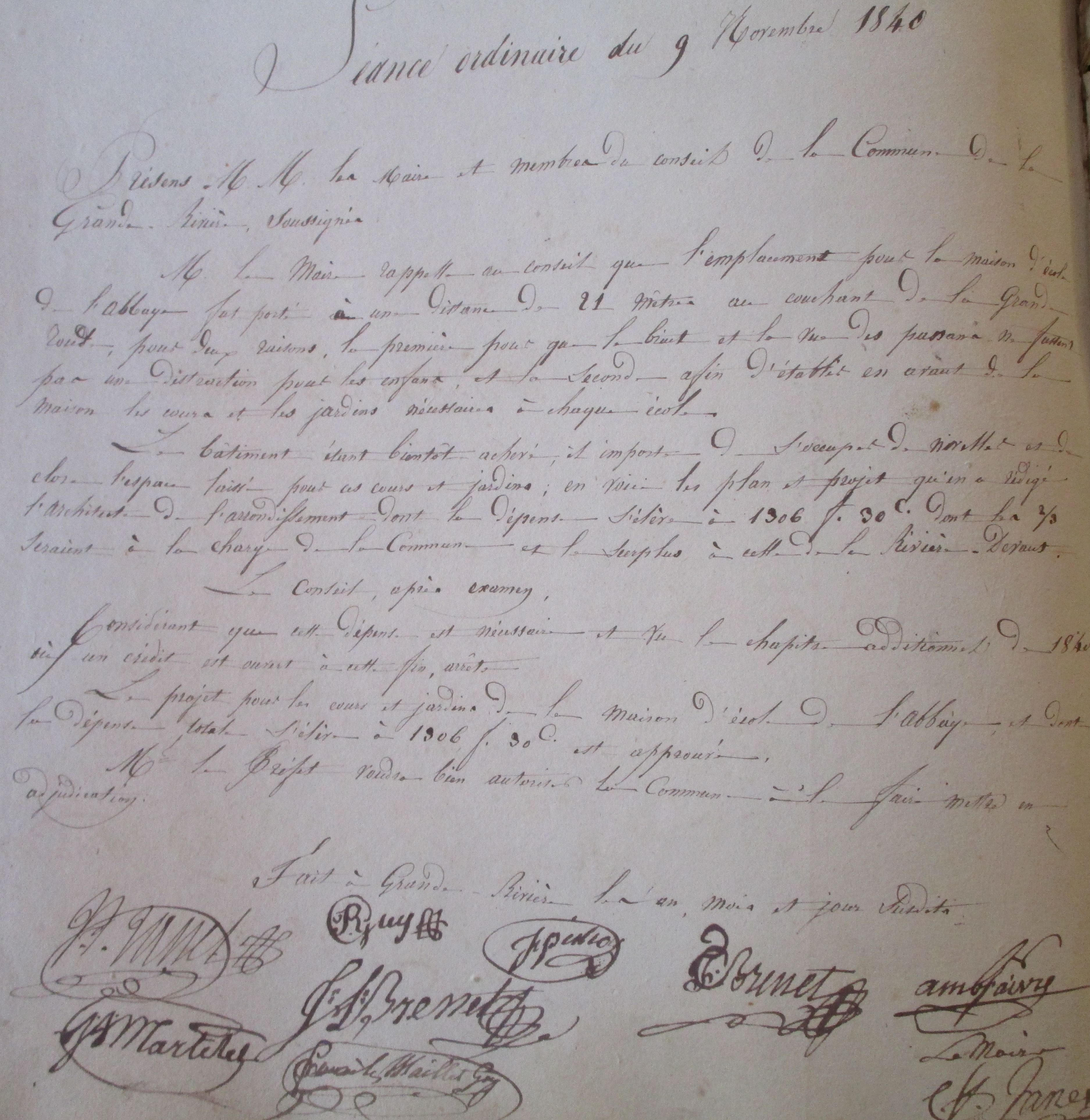
Délibération du conseil municipal du 9 nov. 1840.

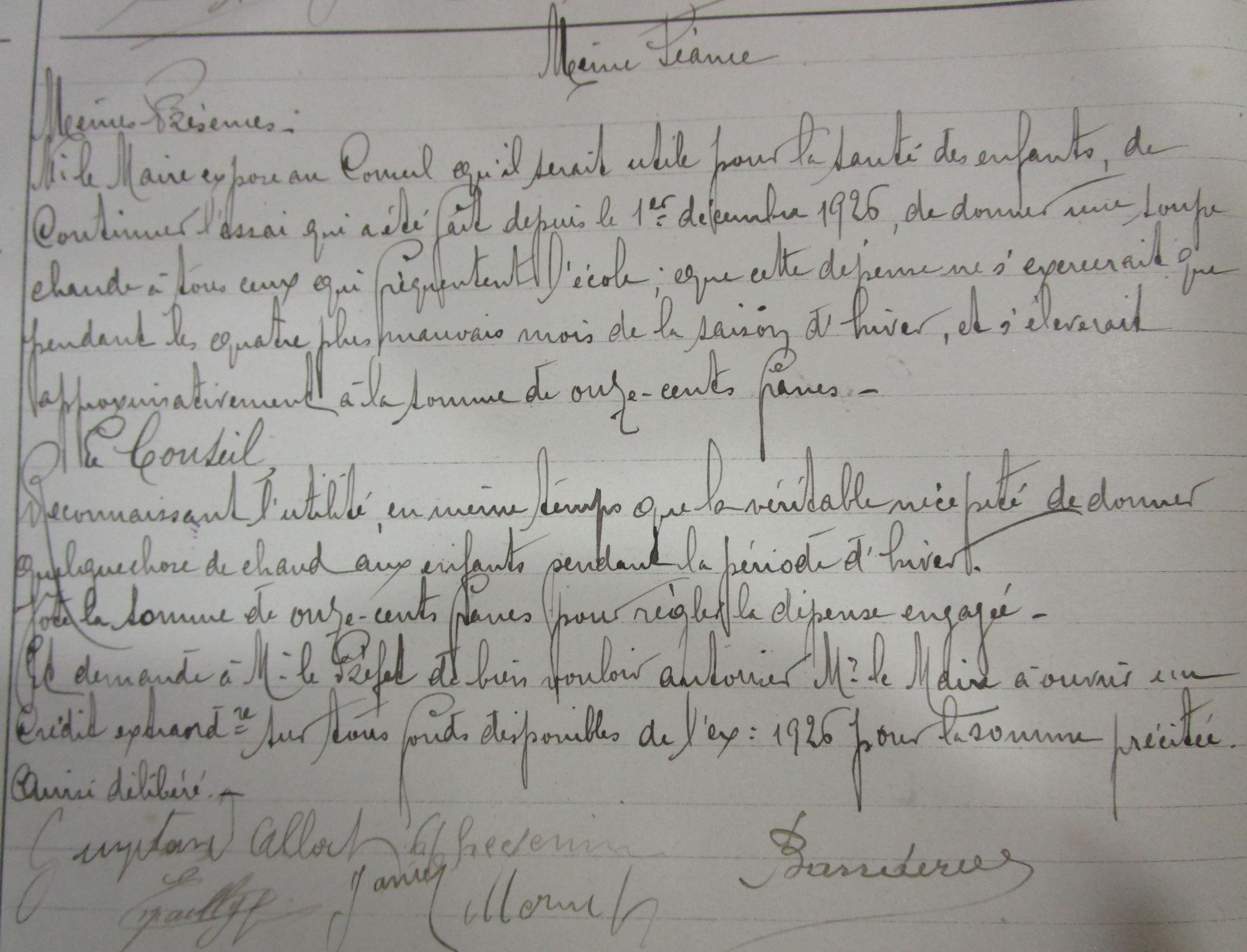
Délibération du conseil municipal en 1927.

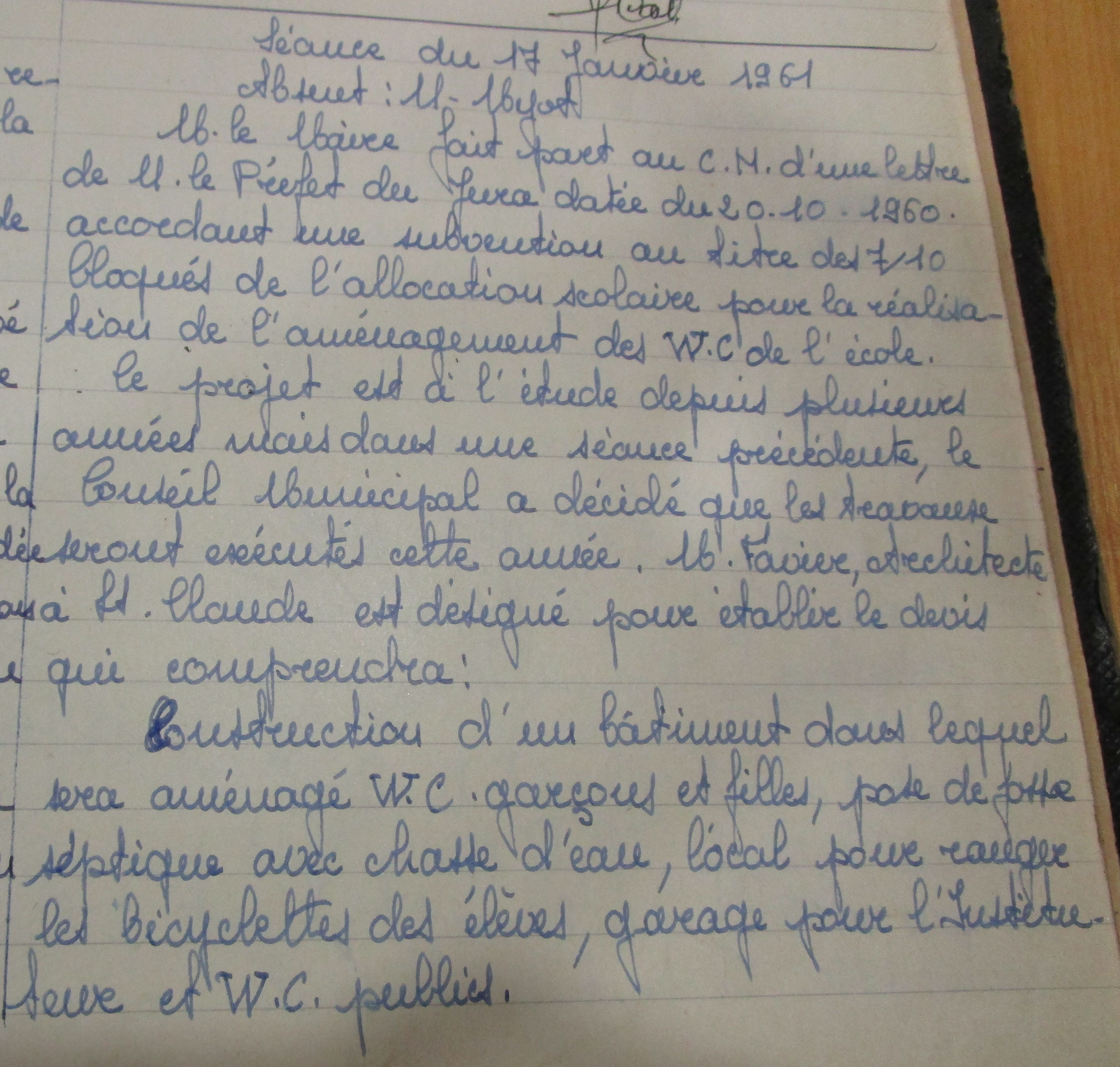
Délibération du conseil municipal du 17 janv. 1961.

- École de l'Abbaye : le projet de construire une école communale à l'Abbaye date de la fin des années 1830, « à une distance de 21 mètres au couchant de la grande route pour deux raisons, la première pour que le bruit et la vue des passants ne fassent pas une distraction pour les enfants et la seconde afin d’établir en avant de la maison, les cours et jardins nécessaires à chaque école. »[10]  Lorsque M. l'Architecte a voulu s’occuper des fondations « il a vu que le sol était de mauvaise nature dans toute l'étendue que devrait occuper le bâtiment. Différents sondages furent faits en sa présence qui démontrèrent que le terrain solide ne se trouverait qu'à 4 mètres et quelques fois à 5 mètres au-dessous du sol. Pour surmonter cette difficulté, et n'ayant aucun autre endroit à proposer, M. l'Architecte, après en avoir conféré avec M. le sous-préfet, et pris l'avis des maires intéressés, charge l'entrepreneur de faire de suite apporter les bois et autres matériaux nécessaires pour construire dans les rigoles des fondations un grillage sur pilotis dont il donna le plan. Cette opération fut faite avec célérité. »[10]  En mai 1865, M. le Maire présente un projet « pour l'établissement des préaux couvert pour nos écoles et clôture des cours et jardins dédites écoles"[10] , mais ce projet est refusé.  En janvier 1927, le conseil municipal décide la création d'une cantine pendant les quatre mois d'hiver, avec une soupe chaude pour les élèves. « M.le Maire expose au conseil qu'il serait utile pour la santé des enfants, de continuer l'essai qui a été fait depuis le 1er décembre 1926, de donner une soupe chaude à tous ceux qui fréquentent l'école, que cette dépense ne s'exercerait que pendant les quatre plus mauvais mois de la saison d'hiver et s'élèverait approximativement à la somme de onze cents francs. »[10]  En janvier 1961, le Maire présente le projet de construction du préau couvert (la partie à droite de l'école), qui sera accepté, 96 ans après le projet refusé ci-dessus « Le Maire fait part au conseil Municipal d'une lettre de M. le Préfet du Jura datée du 20 octobre 1960 accordant une subvention pour la réalisation de l'aménagement des WC de l'école. Le projet est à l'étude depuis plusieurs années. M. Faivre, architecte à St Claude est désigné pour établir le devis qui comprendra : construction d' un bâtiment dans lequel sera aménagé WC garçons et filles, pose de fosse septique avec chasse d'eau, local pour ranger les bicyclettes des élèves, garage pour l'instituteur et WC publics. »[10]Délibération du conseil municipal du 17 janv. 1961. En 1974, « le Maire expose au conseil Municipal le projet de regroupement des trois écoles existantes dans la commune en un seul groupe scolaire à l'Abbaye. Ce projet a été approuvé à l'unanimité, d'abord par les parents d'élèves réunis sur l'initiative de M. le Maire, puis par M. l'inspecteur Primaire et MM. les instituteurs, ces derniers ayant décidé le regroupement par l'attribution à chacun de deux cours nettement séparés. D'autre part, le ramassage existant pour l'école de l'Abbaye fera l'objet d'une extension dans les autres hameaux de la commune. Les élèves prendront leur repas de midi à la cantine scolaire. Entendu cet exposé et après avoir délibéré, le conseil municipal considérant :
  - que le projet présente un avantage certain au point de vue pédagogique,
  - que le ramassage journalier sera apprécié par les parents, les élèves n'ayant plus à courir le risque d'accidents au cours des trajets assez longs sur des routes souvent enneigées en hiver »[10]. Depuis septembre 2007, à la suite de la fermeture des écoles de Château des Prés et de Chaux des Prés, un SIVOS a été créé pour accueillir les enfants des trois communes à l'école de l'Abbaye.  En 2014, un préau a été installé à la place du monument aux morts dans la cour de l'école.

## Personnalités liées à la commune
Jean-François Stévenin